# Ministerio de Ciencia y Tecnología (República Popular China)
El Ministerio de Ciencia y Tecnología es el ministerio del gobierno central chino que coordina las actividades de ciencia y tecnología en el país. La oficina está ubicada en el distrito de Xicheng, Beijing. El ministerio es responsable de formular directrices y políticas relacionadas para el desarrollo de ciencia y tecnología en China y promover la investigación básica y especial en ciencia y tecnología. El Ministerio desarrolla los recursos humanos, incluida la introducción de la planificación intelectual extranjera y la organización de la cooperación científica y tecnológica internacional y los intercambios de talentos y el fortalecimiento de las capacidades de innovación de China en el campo de la investigación científica internacional.

## Historia del ministerio
El antecesor del MOST fue el Comité Técnico Nacional establecido en la 28ª Sesión Plenaria del Consejo de Estado en 1956. Se fusionó con la Comisión de Planificación Científica para formar la Comisión Estatal de Ciencia y Tecnología en 1958. La comisión fue abolida en 1970 pero fue rehabilitada. establecida en marzo de 1978. La comisión pasó a llamarse Ministerio de Ciencia y Tecnología de la República Popular China en el 9º Congreso Nacional del Pueblo en 1998.

### Reestructuración en 2018
La reestructuración principal fue en 2018. Se aprobó la reorganización del Ministerio de Ciencia y Tecnología en el Congreso Nacional del Pueblo en Beijing, donde se fusionaron, reorganizaron o abolieron 15 ministerios. El ajuste departamental más significativo es la fusión de la Fundación Nacional de Ciencias Naturales de China (NSFC) en el Ministerio de Ciencia y Tecnología. La NSFC es una agencia de financiación de la investigación semiautónoma que proporcionó alrededor de $4700 millones en fondos para 120 000 proyectos de investigación en 2017. El cambio ha generado preocupación entre los departamentos de investigación universitarios y los científicos individuales, a quienes les preocupa que la financiación de la investigación no relacionada con las prioridades gubernamentales pueda reducir . El ministro de Ciencia y Tecnología, Wang Zhigang, respondió a esta preocupación de que el ministerio no obligará a los científicos a apuntar a direcciones de investigación específicas, los científicos realizarán investigaciones en un entorno de investigación libre. Además, la Administración Estatal de Asuntos de Expertos Extranjeros también se fusionó con el Ministerio de Ciencia y Tecnología en esta reorganización. La fusión de este departamento refleja que China invertirá más en la cooperación mundial en investigación.

## Lista de ministros
| N.º                                                     | Nombre       | Asumió el cargo | Dejó el cargo   |
| ------------------------------------------------------- | ------------ | --------------- | --------------- |
| Director de la Comisión Estatal de Ciencia y Tecnología |              |                 |                 |
| 1                                                       | Nie Rongzhen | 1958            | 1970            |
| puesto abolido                                          |              |                 |                 |
| 2                                                       | Fang Yi      | marzo de 1978   | 1985            |
| 3                                                       | Song Jian    | 1985            | marzo de 1998   |
| Ministro/a de Ciencia y Tecnología                      |              |                 |                 |
| 4                                                       | Zhu Lilán    | marzo de 1998   | febrero de 2001 |
| 5                                                       | Xu Guanhua   | febrero de 2001 | abril de 2007   |
| 6                                                       | Wan Gang     | abril de 2007   | marzo 2018      |
| 7                                                       | Wang Zhigan  | marzo 2018      | titular         |

## Misiones de Ministerio
- Formular políticas y direcciones para el desarrollo de ciencia y tecnología innovadoras, introducir e implementar políticas científicas exteriores.[6]
- Promover la reforma del sistema de innovación y el sistema científico de China y mejorar el mecanismo de incentivos para la innovación científica y tecnológica. Optimice el sistema de investigación científica, promueva el desarrollo de institutos de investigación científica, mejore las capacidades de innovación de las empresas y construya un importante sistema nacional de consulta para la toma de decisiones científicas.[1][2]
- Responsable de establecer una plataforma de gestión de tecnología unificada para la asignación, evaluación y supervisión de fondos de investigación científica. Trabajar con los departamentos pertinentes para construir un sistema de gestión diversificado para supervisar el plan central de ciencia y tecnología financiera.
- Formular e implementar políticas nacionales de investigación básica y organizar importantes proyectos nacionales de investigación básica y de investigación aplicada. Construir y supervisar bases de innovación científica y tecnológica, participar en la formulación de infraestructura científica importante, liderar el establecimiento de laboratorios estatales clave y promover la investigación científica, la protección del medio ambiente y el intercambio de recursos.
- Formular planes para los principales proyectos nacionales de ciencia y tecnología y supervisar su implementación, coordinar la investigación y el desarrollo de tecnologías clave de vanguardia, tecnologías de ingeniería modernas y tecnologías innovadoras, y organizar demostraciones de la aplicación de las principales tecnologías. Coordina megaprogramas internacionales de ciencia e ingeniería.
- Organizar el desarrollo y la industrialización de tecnologías innovadoras, y promover el desarrollo de la agricultura, las zonas rurales y la sociedad a través de la ciencia y la tecnología. Organizar y llevar a cabo análisis de necesidades de desarrollo técnico en áreas clave, proponer direcciones de tareas y supervisar la implementación.
- Liderar la construcción del sistema nacional de transferencia de tecnología, formular políticas y medidas pertinentes para la transformación de los logros científicos y tecnológicos y promover la combinación del aprendizaje y la investigación científica, y supervisar la implementación. Guiar el desarrollo de la industria de servicios de ciencia y tecnología, el mercado de tecnología y la organización de ciencia y tecnología.
- Coordinar la construcción de sistemas regionales de innovación científica y tecnológica, orientar la innovación y el desarrollo de las diversas regiones, distribuir racionalmente los recursos científicos y tecnológicos, desarrollar capacidades de innovación y promover la construcción de parques científicos y tecnológicos.

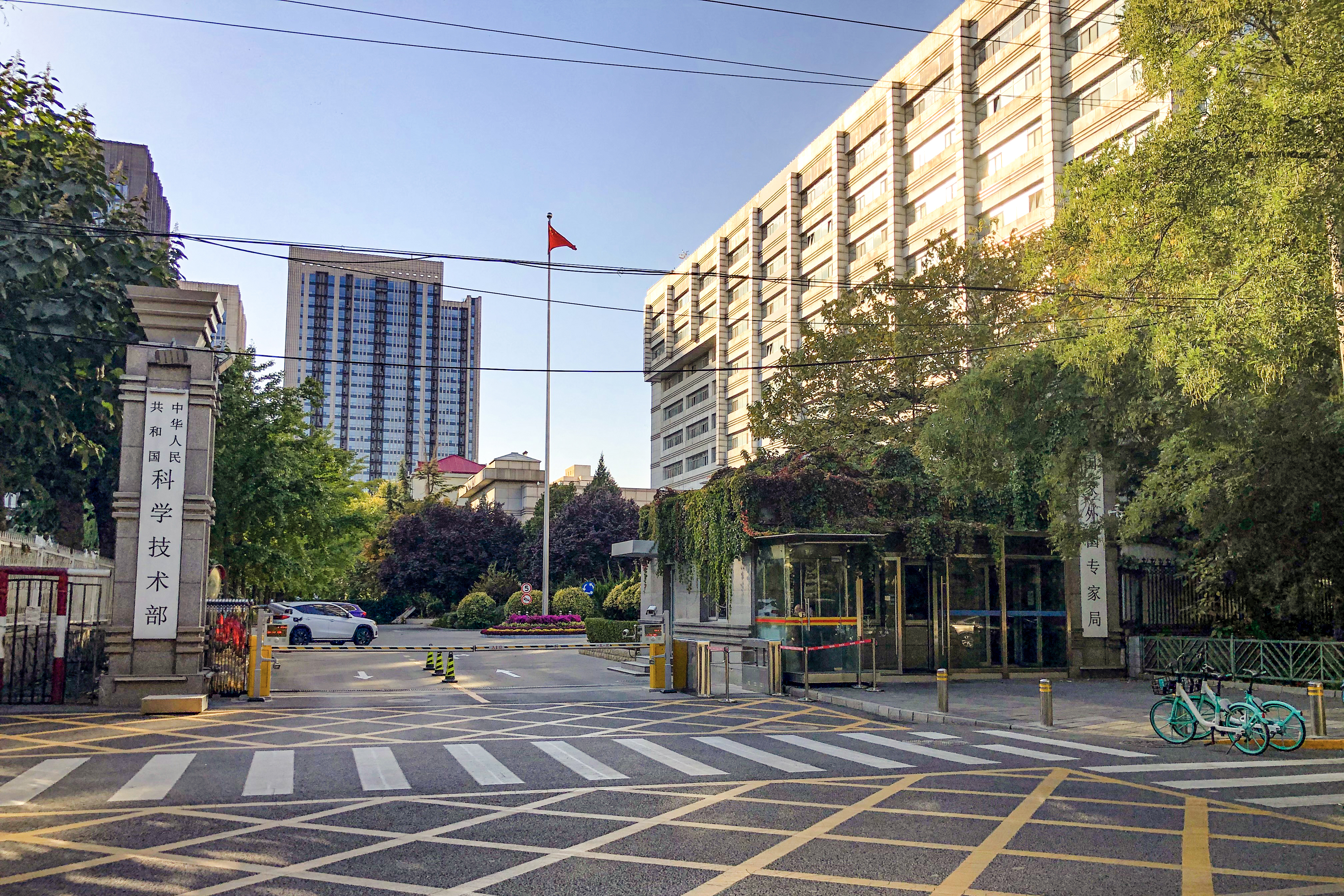
Ministerio de Ciencia y Tecnología de China

- Responsable de la construcción y gestión del sistema de evaluación científica y tecnológica, y coordinar la construcción de la integridad de la investigación científica. Organizar la implementación del sistema nacional de investigación de innovación y de reporte científico y tecnológico, y orientar el trabajo nacional de confidencialidad científica y tecnológica.
- Formular planes y medidas para el intercambio científico y tecnológico y abrir la cooperación en capacidad de innovación, organizar la cooperación científica y tecnológica internacional y realizar intercambios de talento científico. Orientar a los departamentos y localidades pertinentes para la cooperación científica y tecnológica extranjera y los intercambios de personal científico y tecnológico.[7]
- Responsable de la introducción de talentos científicos extranjeros. Formular y organizar la implementación de planes nacionales clave para la incorporación de expertos extranjeros. Establecer un mecanismo para atraer a los mejores científicos extranjeros, un equipo y un mecanismo de servicio para contactar a expertos extranjeros clave. Formular planes de formación en el extranjero y supervisar la aplicación de las políticas.
- Formular planes y políticas para la formación de equipos de talentos científicos y tecnológicos con los departamentos pertinentes, y establecer un mecanismo completo de evaluación e incentivo para los talentos científicos y tecnológicos. Promover la construcción de equipos de talento innovadores de alta tecnología. Formular planes y políticas para la divulgación y divulgación de la enseñanza de las ciencias .
- Responsable de la evaluación del Premio Máximo de Ciencia y Tecnología y del Premio de la Amistad .
- Responsable de la gestión de la Fundación Nacional de Ciencias Naturales de China, macrogestión, coordinación general, supervisión y evaluación de NSFC de conformidad con la ley.
- Responsable de la gestión del Diario de Ciencia y Tecnología .
- Cumplir con las demás tareas científicas y tecnológicas que le asigne el Consejo de Estado.

## Cooperación

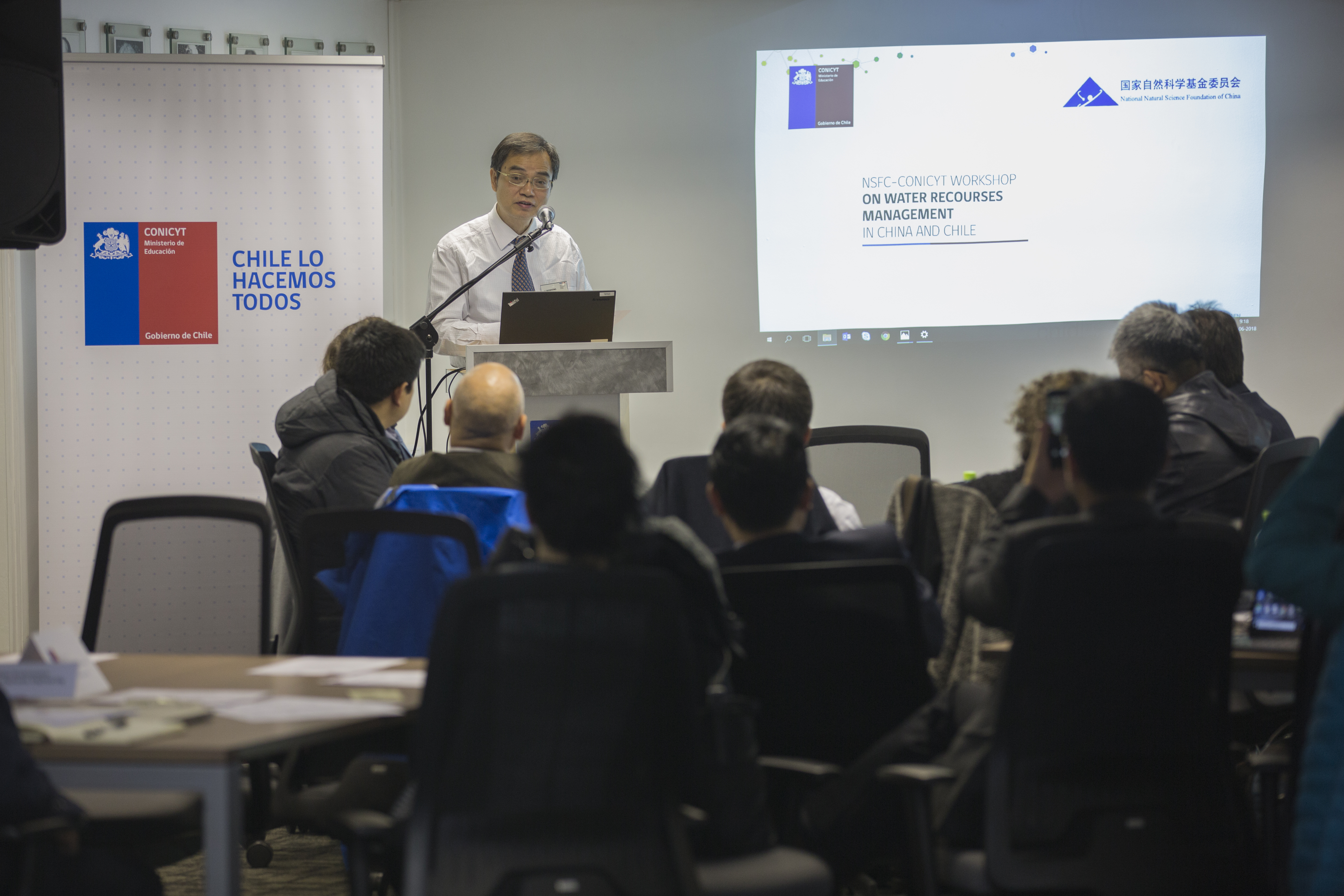
Cooperación entre el Ministerio y Chile

### Las Naciones Unidas (ONU)
En diciembre de 2017, el Ministerio de Ciencia y Tecnología de China y el Departamento de Asuntos Económicos y Sociales de las Naciones Unidas (UN DESA) llegaron a un acuerdo con el objetivo de fortalecer el intercambio de conocimientos, el desarrollo de capacidades y la cooperación en el desarrollo sostenible entre los países. Además, el Sr. Liu Zhenmin, Secretario General Adjunto del Departamento de Asuntos Económicos y Sociales de las Naciones Unidas, dijo que DESA y MOST firmaron un memorando de entendimiento para alentar a los países en desarrollo a realizar investigaciones conjuntas en el campo de la tecnología verde.

### La Academia Mundial de Ciencias (TWAS)
En julio de 2019, el director ejecutivo de TWAS, Romain Murenzi, sostuvo conversaciones con Wang Zhigang, ministro de MOST, para discutir temas como el avance conjunto del desarrollo científico en el Sur global. Murenzi dijo que la relación de cooperación entre China y TWAS comenzó hace 35 años al comienzo del establecimiento de TWAS, y propuso fortalecer más intercambios científicos y cooperación con el Ministerio de Ciencia y Tecnología de China en el futuro.

### Unión Europea (UE)
En 2009, el Ministerio de Ciencia y Tecnología de China estableció un programa de cooperación científica con la Comisión Europea (CE), con el objetivo de realizar proyectos conjuntos en áreas de investigación científica de interés mutuo. El 16 de diciembre de 2015, el Ministerio de Ciencia y Tecnología de China lanzó una convocatoria de propuestas. MOST proporcionará 200 millones de RMB anualmente para apoyar la cooperación entre China y los socios europeos en varios campos. Los principales campos de investigación científica apoyados son la alimentación, la agricultura, la biotecnología, las tecnologías de la información, la industria aeroespacial, la energía, la salud, etc.

### Gobierno de Australia

#### El Fondo de Investigación y Ciencia Australia-China (ACSRF)
Este fondo es administrado conjuntamente por el Ministerio de Ciencia y Tecnología de China y el gobierno australiano, y apoya principalmente la cooperación científica y tecnológica estratégica entre Australia y China. Los campos de investigación prioritarios apoyados por ACSRF son los campos de la alimentación y la agricultura, la tecnología de la salud y las energías renovables. ACSRF también financiará el establecimiento de centros de investigación conjuntos, realizará conferencias científicas especiales y llevará a cabo programas de intercambio para jóvenes científicos.

#### Gobierno de Queensland
El gobierno de Queensland fue el primer estado de Australia en firmar un memorando de entendimiento con el Ministerio de Ciencia y Tecnología de China, originalmente firmado en 2008 y renovado en 2014. Abarca la cooperación en los campos de tecnología de las energías renovables, medio ambiente, materiales avanzados, nanotecnología, agricultura, etc.

### El Consejo Nacional de Investigación de Canadá
En febrero de 2016, representantes del Consejo Nacional de Investigación de Canadá y MOST firmaron una carta de intención para apoyar la colaboración y el financiamiento en innovación científica y tecnológica. El vicepresidente del Programa de Asistencia para la Investigación Industrial del Consejo Nacional de Investigación de Canadá, el Sr. Bogdan Ciobanu, dijo que este acuerdo proporciona canales para que las pequeñas y medianas empresas canadienses cooperen, financien y promuevan con sus contrapartes chinas y explicó que esta asociación aumentar la presencia global de las empresas canadienses.

### Fondo de Innovación de Dinamarca
En 2020, MOST y el Fondo de Innovación de Dinamarca llevaron a cabo una cooperación bilateral sobre soluciones de desarrollo urbano sostenible. En este proyecto, el Fondo de Innovación de Dinamarca asignará 15 millones de coronas danesas y MOST asignará 20 millones de RMB para apoyar de cuatro a cinco proyectos conjuntos de investigación de innovación. El trasfondo de esta cooperación es que ambas partes quieren contribuir al desarrollo urbano sostenible, y las áreas prioritarias de financiación son el almacenamiento de energía y la ciudad inteligente.

## Proyectos apoyados

### Encuesta de enfermedad renal crónica
La encuesta es una encuesta de salud pública a nivel nacional respaldada por el Ministerio de Ciencia y Tecnología de China, y se invitó a un total de 50.500 adultos a realizar la encuesta. El trasfondo de esta encuesta es que la prevalencia de la enfermedad renal crónica en los países en desarrollo es relativamente alta, pero no existe tal encuesta relacionada en China. Para analizar específicamente los factores relacionados con la enfermedad renal crónica, esta encuesta utiliza regresión logística. La encuesta concluyó que la prevalencia estimada de enfermedad renal crónica en China es similar a la de países desarrollados como Estados Unidos y Noruega. Sin embargo, la prevalencia de la enfermedad renal crónica en estadio 3 y estadio 4 es menor que la prevalencia en los Estados Unidos y Noruega. Los investigadores especulan que la prevalencia de hipertensión y diabetes en China ha aumentado rápidamente en los últimos 20 años. Por lo tanto, la prevalencia de la enfermedad renal crónica en estadio 3 y estadio 4 aumentará gradualmente en la próxima década. El resultado final muestra que la enfermedad renal crónica se ha convertido en uno de los problemas de salud pública más importantes en China y necesita más atención en las zonas rurales con una economía pobre.

### Proyecto de metalurgia superficial de plasma
El MOST cuenta con el apoyo correspondiente en la investigación de materiales en 2018. La principal dirección de investigación de este proyecto es la técnica de metalurgia superficial de plasma. La investigación ha desarrollado un material de aleación que puede soportar los requisitos de las aplicaciones industriales por encima de 800 °C y tiene resistencia a la oxidación. Este material de aleación contribuirá a la industria aeroespacial y la industria automotriz de China.

### Desarrollo de energía del carbón

Carbón_Balance_China

Desde 2005, el Ministerio de Ciencia y Tecnología de China ha formulado la principal dirección de desarrollo de la energía nacional de mediano y largo plazo de China es la nueva industria química del carbón, para reducir la contaminación ambiental y la dependencia del petróleo crudo importado.

#### Antes de 2005
La mayor parte de la energía de China se producía quemando carbón. Este método de utilización del carbón produciría una gran cantidad de gases nocivos, lo que conduciría directamente a tener las diez ciudades más contaminadas del mundo en China, y a enormes pérdidas económicas. Desde 2005, bajo la estrategia del Ministerio de Ciencia y Tecnología, el consumo de energía y la escala industrial de la industria química del carbón han aumentado año tras año. Se espera que esta estrategia reduzca la contaminación del aire de China y la utilización eficiente del carbón y otros problemas.

#### Después de 2010

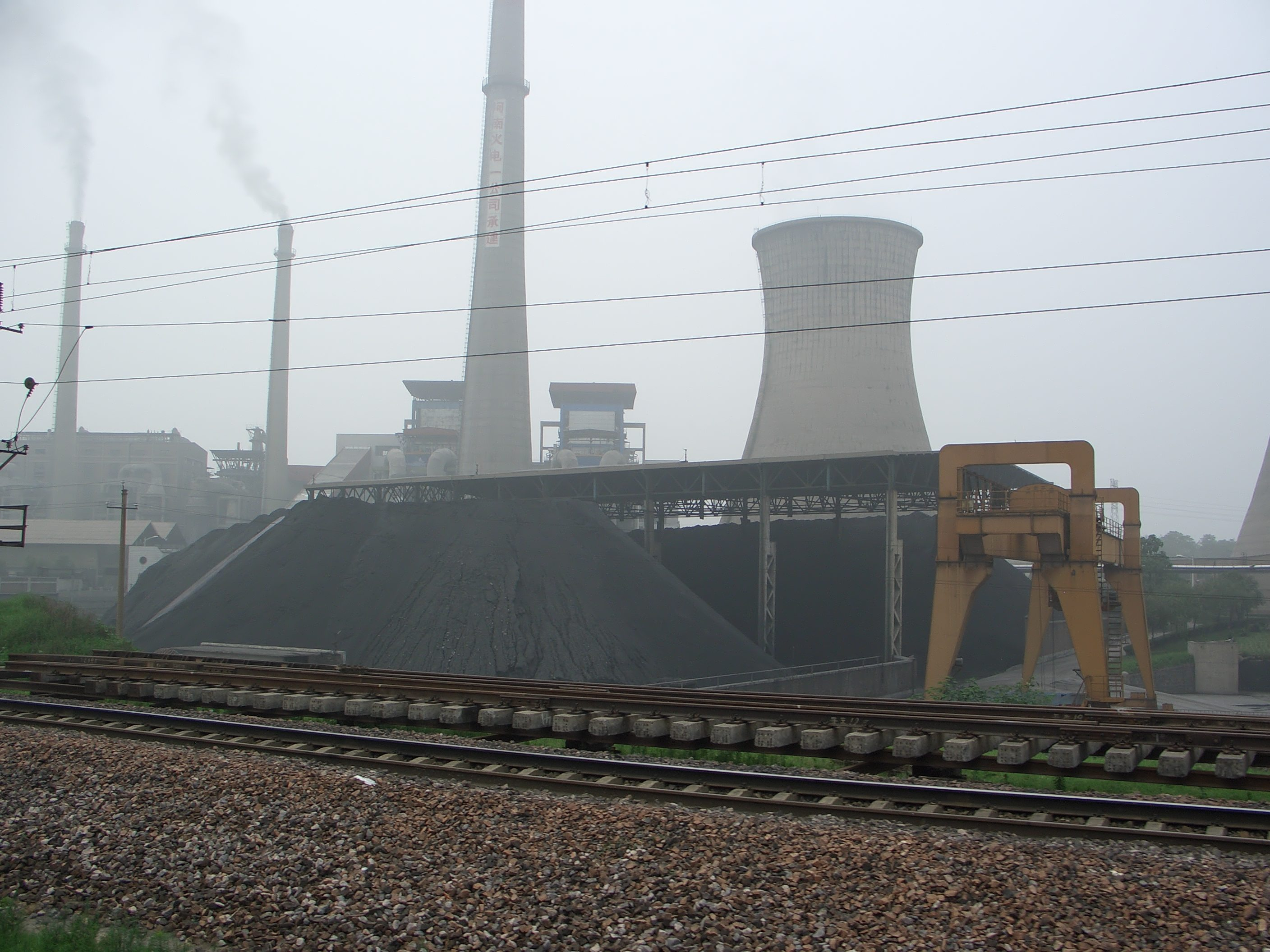
Energía del carbón en China

Un artículo publicado en las revisiones de energía renovable y sostenible en 2015 señaló que el consumo y la producción de energía de China en 2010 fueron mayores que los pronósticos iniciales del Ministerio de Ciencia y Tecnología de China. El consumo de energía de China ha crecido rápidamente del 6% al 20% del consumo mundial de energía en 30 años. Además, las emisiones de dióxido de carbono han aumentado del 8 por ciento del total mundial al 24 por ciento en 30 años. Estos hechos prueban que la nueva industria química del carbón impulsada por el Ministerio de Ciencia y Tecnología de China en 2005 no ha librado a China de problemas como el consumo excesivo de energía y la contaminación del aire. La razón principal de la dirección equivocada de la estrategia nacional de desarrollo energético es que el Ministerio de Ciencia y Tecnología de China estimó incorrectamente el consumo moderno de energía viva per cápita. En el contexto del desarrollo de alta tecnología, el consumo de energía viva per cápita de China es en promedio un 50% más alto que hace una década.

#### Futuro
Se especula que la futura estrategia de desarrollo energético formulada por el Ministerio de Ciencia y Tecnología de China constará de tres partes, a saber, mejorar la eficiencia energética, usar más energía no basada en el carbón y promover la conservación de la energía a nivel nacional. En cuanto a la estrategia específica de desarrollo energético, el Ministerio de Ciencia y Tecnología de China no ha emitido oficialmente una declaración.